# To nic, kiedy płyną łzy
To nic, kiedy płyną łzy è il singolo da solista di debutto della cantante pop polacca Sasha Strunin, pubblicato dall'etichetta discografica Sony BMG il 20 luglio 2009 ed estratto dal suo album di debutto Sasha.

## Classifiche
| Classifica (2009) | Posizione massima |
| ----------------- | ----------------- |
| Polonia           | 4                 |